# ボー・ヴィーデルベリ
ボー・ヴィーデルベリ（Bo Widerberg、本名：Bo Gunnar Widerberg、1930年6月8日 - 1997年5月1日）は、スウェーデンの映画監督・脚本家。マルメ出身。ベルイマン、トロエルと共にスウェーデンの三大巨匠と呼ばれることもある。日本ではウィデルベルイの表記も見られる。

## 略歴
20歳の頃は小説家、60年代は映画作家として活躍している。1963年に映画監督としてデビュー。その後、67年に撮影した「みじかくも美しく燃え」はカンヌ映画祭に出展され、女優ピア・デゲルマルクに女優賞をもたらした。
1971年公開の『愛とさすらいの青春/ジョー・ヒル』でカンヌ国際映画祭審査員賞を受賞。1995年の『あこがれ美しく燃え』でベルリン国際映画祭審査員特別賞を受賞したが、2年後に癌で死去。
息子のヨハン (Johan Widerberg) は俳優となり、娘も子役として一部、ヴィーデルベリ作品に登場している。

## 主な監督作品
- Barnvagnen（1962年）
- Kvarteret Korpen（1963）
- Kärlek 65（1965）
- Heja Roland!（1966)
- みじかくも美しく燃え Elvira Madigan (1967)
- Adlen'31 （1969）
- 愛とさすらいの青春/ジョー・ヒル Joe Hill (1971)
- サッカー小僧 Fimpen (1974)
- 刑事マルティン・ベック Mannen på taket (1976)
- Victoria（1979）
- Mannen frän Mallorca（1984）
- Ormens väg pä hälleberger（1986）
- あこがれ美しく燃え Lust och fägring stor (1995)